# Nisslova substance
Nisslova substance je velká granulární hmota v somě neuronu složená z endoplazmatického retikula obklopeného volnými ribozomy, kde dochází k syntéze proteinů. Pojmenovány jsou podle německého vynálezce barvení Franze Nissla.